# Александер Мичерлих
Александер Харборд Мичерлих (на немски: Alexander Harbord Mitscherlich) е германски психолог.

## Биография

### Произход и образование
Роден е на 20 септември 1908 година в Мюнхен, Германия, в семейството на химика Харборд Мичерлих и Клара Мичерлих (по баща Хайгенмоозер), както и внук на химика Александър Мичерлих.
Мичерлих израства в богато семейство и първоначално следва история, история на изкуството и философия в Мюнхенския университет. Прекъсва следването си заради спорове по неговата дисертация, тъй като неговият научен ръководител Паул Йоахимзен, евреин по народност, умира през 1932 г. и антисемитският му последовател Карл Александер фон Мюлер се противи да признае работите, създадени при Йоахимзен. Ернст Юнгер мотивира Мичерлих да замине за Берлин, където да се присъедини към национал-революционното движение на Ернст Никиш. След това Мичерлих работи като книжар в Берлин и разпространява текстове с революционно съдържание и списанието „Въстание: списание за национал-революционна политика“. Така той попада под полезрението на SA и през 1933 г. за кратко е задържан от властите.
През 1935 г. Мичерлих емигрира в Швейцария, където започва да следва медицина. През 1937 г. е принуден да замине за Нюрнберг и е държан там в плен на Гестапо за 8 месеца. След освобождаването си той остава в Германия и продължава следването по медицина. През 1939 г. полага държавни изпити и получава научна степен от Хайделбергския университет (1941) под ръководството на Виктор фон Вайцзекер, след което работи в неговата болница като невролог.

### Кариера
От 1947 г. е издател на списание Psyche (Психика), а през 1949 г. основава отделението по психосоматика в Хайделбергския университет. От 1960 до 1976 г. Мичерлих ръководи основания от него Институт „Зигмунд Фройд“ във Франкфурт на Майн, а от 1973 до 1976 работи като професор в Гьоте университет Франкфурт на Майн.
Мичерлих е съосновател и дълго време член на създадената през 1961 г. гражданска организация Хуманистичен съюз.

### Семейство
Първия си брак той сключва с доцентката по психосоматика Мелита Мичерлих. След това се жени за Джорджия Уейдеман и накрая за Маргарете Мичерлих. Общо той има седем деца, сред които са Томас Мичерлих и Моника Зайферт.
Умира на 27 юни 1982 г. във Франкфурт на 73-годишна възраст.

## Признание
- 1969: „Награда за мир на немските книгоразпространители“
- 1973: „Мюнхенска почетна културна награда“